# Liste von Vogelarten in Nordrhein-Westfalen
Die Liste der Vogelarten in Nordrhein-Westfalen enthält insbesondere die Vogelarten, die nachweislich in Nordrhein-Westfalen brüten.

## Artenliste
| Art                  | Wissenschaftlicher Name       | Bemerkungen                                                                 | Nachweis | Bild |
| -------------------- | ----------------------------- | --------------------------------------------------------------------------- | -------- | ---- |
| Alexandersittich     | Psittacula eupatria           | Neozoon – Bestand geht auf entflogene und/oder ausgesetzte Heimtiere zurück | [ 1 ]    |      |
| Amsel                | Turdus merula                 | Zweithäufigster Vogel im Land nach dem Haussperling                         | [ 1 ]    |      |
| Austernfischer       | Haematopus ostralegus         |                                                                             | [ 1 ]    |      |
| Bachstelze           | Motacilla alba                | In NRW lokal als "Wippstieet" bezeichnet                                    | [ 1 ]    |      |
| Bartmeise            | Panurus biarmicus             |                                                                             | [ 1 ]    |      |
| Baumfalke            | Falco subbuteo                |                                                                             | [ 1 ]    |      |
| Baumpieper           | Anthus trivialis              |                                                                             | [ 1 ]    |      |
| Bekassine            | Gallinago gallinago           |                                                                             | [ 1 ]    |      |
| Beutelmeise          | Remiz pendulinus              |                                                                             | [ 1 ]    |      |
| Bienenfresser        | Merops apiaster               |                                                                             | [ 1 ]    |      |
| Birkenzeisig         | Carduelis flammea             |                                                                             | [ 1 ]    |      |
| Blaukehlchen         | Luscinia svecica              |                                                                             | [ 1 ]    |      |
| Blaumeise            | Parus caeruleus               |                                                                             | [ 1 ]    |      |
| Bluthänfling         | Carduelis cannabina           |                                                                             | [ 1 ]    |      |
| Blässgans            | Anser albifrons               |                                                                             | [ 1 ]    |      |
| Blässhuhn            | Fulica atra                   |                                                                             | [ 1 ]    |      |
| Brachpieper          | Anthus campestris             |                                                                             | [ 1 ]    |      |
| Brandgans            | Tadorna tadorna               |                                                                             | [ 1 ]    |      |
| Braunkehlchen        | Saxicola rubetra              |                                                                             | [ 1 ]    |      |
| Brautente            | Aix sponsa                    |                                                                             | [ 1 ]    |      |
| Buchfink             | Fringilla coelebs             |                                                                             | [ 1 ]    |      |
| Buntspecht           | Dendrocopos major             |                                                                             | [ 1 ]    |      |
| Chileflamingo        | Phoenicopterus chilensis      | Neozoon – Bestand geht auf Gefangenschaftsflüchtlinge zurück                | [ 1 ]    |      |
| Dohle                | Coloeus monedula              |                                                                             | [ 1 ]    |      |
| Dorngrasmücke        | Sylvia communis               |                                                                             | [ 1 ]    |      |
| Drosselrohrsänger    | Acrocephalus arundinaceus     |                                                                             | [ 1 ]    |      |
| Eichelhäher          | Garrulus glandarius           |                                                                             | [ 1 ]    |      |
| Eiderente            | Somateria mollissima          |                                                                             | [ 1 ]    |      |
| Eisvogel             | Alcedo atthis                 |                                                                             | [ 1 ]    |      |
| Elster               | Pica pica                     |                                                                             | [ 1 ]    |      |
| Erlenzeisig          | Carduelis spinus              |                                                                             | [ 1 ]    |      |
| Feldlerche           | Alauda arvensis               |                                                                             | [ 1 ]    |      |
| Feldschwirl          | Locustella naevia             |                                                                             | [ 1 ]    |      |
| Feldsperling         | Passer montanus               |                                                                             | [ 1 ]    |      |
| Fichtenkreuzschnabel | Loxia curvirostra             |                                                                             | [ 1 ]    |      |
| Fischadler           | Pandion haliaetus             |                                                                             | [ 3 ]    |      |
| Fitis                | Phylloscopus trochilus        |                                                                             | [ 1 ]    |      |
| Flussregenpfeifer    | Charadrius dubius             |                                                                             | [ 1 ]    |      |
| Flussseeschwalbe     | Sterna hirundo                |                                                                             | [ 1 ]    |      |
| Gartenbaumläufer     | Certhia brachydactyla         |                                                                             | [ 1 ]    |      |
| Gartengrasmücke      | Sylvia borin                  |                                                                             | [ 1 ]    |      |
| Gartenrotschwanz     | Phoenicurus phoenicurus       |                                                                             | [ 1 ]    |      |
| Gebirgsstelze        | Motacilla cinerea             |                                                                             | [ 1 ]    |      |
| Gelbspötter          | Hippolais icterina            |                                                                             | [ 1 ]    |      |
| Gimpel               | Pyrrhula pyrrhula             | Auch als Dompfaff bezeichnet.                                               | [ 1 ]    |      |
| Girlitz              | Serinus serinus               |                                                                             | [ 1 ]    |      |
| Goldammer            | Emberiza citrinella           |                                                                             | [ 1 ]    |      |
| Grauammer            | Emberiza calandra             |                                                                             | [ 1 ]    |      |
| Graugans             | Anser anser                   |                                                                             | [ 1 ]    |      |
| Graureiher           | Ardea cinerea                 |                                                                             | [ 1 ]    |      |
| Grauschnäpper        | Muscicapa striata             |                                                                             | [ 1 ]    |      |
| Grauspecht           | Picus canus                   |                                                                             | [ 1 ]    |      |
| Großer Brachvogel    | Numenius arquata              |                                                                             | [ 1 ]    |      |
| Grünfink             | Carduelis chloris             |                                                                             | [ 1 ]    |      |
| Grünspecht           | Picus viridis                 |                                                                             | [ 1 ]    |      |
| Habicht              | Accipiter gentilis            |                                                                             | [ 1 ]    |      |
| Halsbandsittich      | Psittacula krameri            | Neozoon – Bestand geht auf Gefangenschaftsflüchtlinge zurück                | [ 1 ]    |      |
| Haselhuhn            | Tetrastes bonasia             |                                                                             | [ 1 ]    |      |
| Haubenlerche         | Galerida cristata             |                                                                             | [ 1 ]    |      |
| Haubenmeise          | Parus cristatus               |                                                                             | [ 1 ]    |      |
| Haubentaucher        | Podiceps cristatus            |                                                                             | [ 1 ]    |      |
| Hausrotschwanz       | Phoenicurus ochruros          |                                                                             | [ 1 ]    |      |
| Haussperling         | Passer domesticus             | In NRW häufigster Vogel                                                     | [ 1 ]    |      |
| Heckenbraunelle      | Prunella modularis            |                                                                             | [ 1 ]    |      |
| Heidelerche          | Lullula arborea               |                                                                             | [ 1 ]    |      |
| Heringsmöwe          | Larus fuscus                  |                                                                             | [ 1 ]    |      |
| Hohltaube            | Columba oenas                 | Verwechslungsgefahr mit Stadttaube                                          | [ 1 ]    |      |
| Höckerschwan         | Cygnus olor                   |                                                                             | [ 1 ]    |      |
| Jagdfasan            | Phasianus colchicus           | Zu Jagdzwecken bereits im frühen Mittelalter als Neozoon eingeschleppt      | [ 1 ]    |      |
| Kanadagans           | Branta canadensis             | Neozoon – Bestand geht auf in den 1970er Jahren entflogene Vögel zurück     | [ 1 ]    |      |
| Kernbeißer           | Coccothraustes coccothraustes |                                                                             | [ 1 ]    |      |
| Kiebitz              | Vanellus vanellus             |                                                                             | [ 1 ]    |      |
| Klappergrasmücke     | Sylvia curruca                |                                                                             | [ 1 ]    |      |
| Kleiber              | Sitta europaea                |                                                                             | [ 1 ]    |      |
| Kleinspecht          | Dryobates minor               |                                                                             | [ 1 ]    |      |
| Knäkente             | Anas querquedula              |                                                                             | [ 1 ]    |      |
| Kohlmeise            | Parus major                   |                                                                             | [ 1 ]    |      |
| Kolbenente           | Netta rufina                  |                                                                             | [ 1 ]    |      |
| Kolkrabe             | Corvus corax                  |                                                                             | [ 1 ]    |      |
| Kormoran             | Phalacrocorax carbo           |                                                                             | [ 1 ]    |      |
| Kornweihe            | Circus cyaneus                |                                                                             | [ 1 ]    |      |
| Kranich              | Grus grus                     |                                                                             | [ 1 ]    |      |
| Krickente            | Anas crecca                   |                                                                             | [ 1 ]    |      |
| Kubaflamingo         | Phoenicopterus ruber          | Neozoon – Bestand geht auf Gefangenschaftsflüchtlinge zurück                | [ 1 ]    |      |
| Kuckuck              | Cuculus canorus               |                                                                             | [ 1 ]    |      |
| Lachmöwe             | Larus ridibundus              |                                                                             | [ 1 ]    |      |
| Löffelente           | Anas clypeata                 |                                                                             | [ 1 ]    |      |
| Mandarinente         | Aix galericulata              | Neozoon – Bestand geht auf Ziergeflügel zurück                              | [ 1 ]    |      |
| Mauersegler          | Apus apus                     |                                                                             | [ 1 ]    |      |
| Mehlschwalbe         | Delichon urbicum              |                                                                             | [ 1 ]    |      |
| Misteldrossel        | Turdus viscivorus             |                                                                             | [ 1 ]    |      |
| Mittelmeermöwe       | Larus michahellis             |                                                                             | [ 1 ]    |      |
| Mittelspecht         | Dendrocopos medius            |                                                                             | [ 1 ]    |      |
| Mäusebussard         | Buteo buteo                   |                                                                             | [ 1 ]    |      |
| Mönchsgrasmücke      | Sylvia atricapilla            |                                                                             | [ 1 ]    |      |
| Nachtigall           | Luscinia megarhynchos         |                                                                             | [ 1 ]    |      |
| Neuntöter            | Lanius collurio               |                                                                             | [ 1 ]    |      |
| Nilgans              | Alopochen aegyptiaca          | Neozoon – Bestand geht auf Gefangenschaftsflüchtlinge zurück                | [ 1 ]    |      |
| Orpheusspötter       | Hippolais polyglotta          |                                                                             | [ 1 ]    |      |
| Ortolan              | Emberiza hortulana            |                                                                             | [ 1 ]    |      |
| Pirol                | Oriolus oriolus               |                                                                             | [ 1 ]    |      |
| Rabenkrähe           | Corvus corone                 |                                                                             | [ 1 ]    |      |
| Raubwürger           | Lanius excubitor              |                                                                             | [ 1 ]    |      |
| Rauchschwalbe        | Hirundo rustica               |                                                                             | [ 1 ]    |      |
| Raufußkauz           | Aegolius funereus             |                                                                             | [ 1 ]    |      |
| Rebhuhn              | Perdix perdix                 |                                                                             | [ 1 ]    |      |
| Regenbrachvogel      | Numenius phaeopus             |                                                                             | [ 1 ]    |      |
| Reiherente           | Aythya fuligula               |                                                                             | [ 1 ]    |      |
| Ringdrossel          | Turdus torquatus              |                                                                             | [ 1 ]    |      |
| Ringeltaube          | Columba palumbus              |                                                                             | [ 1 ]    |      |
| Rohrammer            | Emberiza schoeniclus          |                                                                             | [ 1 ]    |      |
| Rohrschwirl          | Locustella luscinioides       |                                                                             | [ 1 ]    |      |
| Rohrweihe            | Circus aeruginosus            |                                                                             | [ 1 ]    |      |
| Rosaflamingo         | Phoenicopterus roseus         | Unbekannt ob entflogene Ziervögel oder eigenständig eingewandert            | [ 1 ]    |      |
| Rostgans             | Tadorna ferruginea            | Neozoon – Bestand geht auf Gefangenschaftsflüchtlinge zurück                | [ 1 ]    |      |
| Rothalstaucher       | Podiceps grisegena            |                                                                             | [ 1 ]    |      |
| Rotkehlchen          | Erithacus rubecula            |                                                                             | [ 1 ]    |      |
| Rotmilan             | Milvus milvus                 |                                                                             | [ 1 ]    |      |
| Rotschenkel          | Tringa totanus                |                                                                             | [ 1 ]    |      |
| Rotschulterente      | Callonetta leucophrys         |                                                                             | [ 1 ]    |      |
| Saatkrähe            | Corvus frugilegus             |                                                                             | [ 1 ]    |      |
| Schilfrohrsänger     | Acrocephalus schoenobaenus    |                                                                             | [ 1 ]    |      |
| Schlagschwirl        | Locustella fluviatilis        |                                                                             | [ 1 ]    |      |
| Schleiereule         | Tyto alba                     |                                                                             | [ 1 ]    |      |
| Schnatterente        | Anas strepera                 |                                                                             | [ 1 ]    |      |
| Schneegans           | Anser caerulescens            |                                                                             | [ 1 ]    |      |
| Schwanzmeise         | Aegithalos caudatus           |                                                                             | [ 1 ]    |      |
| Schwarzhalstaucher   | Podiceps nigricollis          |                                                                             | [ 1 ]    |      |
| Schwarzkehlchen      | Saxicola rubicola             |                                                                             | [ 1 ]    |      |
| Schwarzkopfmöwe      | Larus melanocephalus          |                                                                             | [ 1 ]    |      |
| Schwarzmilan         | Milvus migrans                |                                                                             | [ 1 ]    |      |
| Schwarzschwan        | Cygnus atratus                | Synonym für Trauerschwan                                                    | [ 1 ]    |      |
| Schwarzspecht        | Dryocopus martius             |                                                                             | [ 1 ]    |      |
| Schwarzstorch        | Ciconia nigra                 |                                                                             | [ 1 ]    |      |
| Silbermöwe           | Larus argentatus              |                                                                             | [ 1 ]    |      |
| Singdrossel          | Turdus philomelos             |                                                                             | [ 1 ]    |      |
| Sommergoldhähnchen   | Regulus ignicapilla           |                                                                             | [ 1 ]    |      |
| Sperber              | Accipiter nisus               |                                                                             | [ 1 ]    |      |
| Sperlingskauz        | Glaucidium passerinum         |                                                                             | [ 1 ]    |      |
| Star                 | Sturnus vulgaris              |                                                                             | [ 1 ]    |      |
| Steinkauz            | Athene noctua                 |                                                                             | [ 1 ]    |      |
| Steinschmätzer       | Oenanthe oenanthe             |                                                                             | [ 1 ]    |      |
| Stelzenläufer        | Himantopus himantopus         |                                                                             | [ 1 ]    |      |
| Stieglitz            | Carduelis carduelis           | Auch als Distelfink bezeichnet                                              | [ 1 ]    |      |
| Stockente            | Anas platyrhynchos            |                                                                             | [ 1 ]    |      |
| Straßentaube         | Columba livia f. domestica    | Auch als Stadttaube bezeichnet. Verwechslungsgefahr mit Hohltaube           | [ 1 ]    |      |
| Streifengans         | Anser indicus                 | Neozoon – Bestand geht auf Gefangenschaftsflüchtlinge zurück                | [ 1 ]    |      |
| Sturmmöwe            | Larus canus                   |                                                                             | [ 1 ]    |      |
| Sumpfmeise           | Parus palustris               |                                                                             | [ 1 ]    |      |
| Sumpfohreule         | Asio flammeus                 |                                                                             | [ 1 ]    |      |
| Sumpfrohrsänger      | Acrocephalus palustris        |                                                                             | [ 1 ]    |      |
| Säbelschnäbler       | Recurvirostra avosetta        |                                                                             | [ 1 ]    |      |
| Tafelente            | Aythya ferina                 |                                                                             | [ 1 ]    |      |
| Tannenhäher          | Nucifraga caryocatactes       |                                                                             | [ 1 ]    |      |
| Tannenmeise          | Parus ater                    |                                                                             | [ 1 ]    |      |
| Teichhuhn            | Gallinula chloropus           |                                                                             | [ 1 ]    |      |
| Teichrohrsänger      | Acrocephalus scirpaceus       |                                                                             | [ 1 ]    |      |
| Trauerschnäpper      | Ficedula hypoleuca            |                                                                             | [ 1 ]    |      |
| Trauerseeschwalbe    | Chlidonias niger              |                                                                             | [ 1 ]    |      |
| Truthuhn             | Meleagris gallopavo           | Neozoon – Im 15. Jhd. zu Jagdzwecken eingeschleppt                          | [ 1 ]    |      |
| Turmfalke            | Falco tinnunculus             |                                                                             | [ 1 ]    |      |
| Turteltaube          | Streptopelia turtur           |                                                                             | [ 1 ]    |      |
| Tüpfelsumpfhuhn      | Porzana porzana               |                                                                             | [ 1 ]    |      |
| Türkentaube          | Streptopelia decaocto         |                                                                             | [ 1 ]    |      |
| Uferschnepfe         | Limosa limosa                 |                                                                             | [ 1 ]    |      |
| Uferschwalbe         | Riparia riparia               |                                                                             | [ 1 ]    |      |
| Uhu                  | Bubo bubo                     |                                                                             | [ 1 ]    |      |
| Wacholderdrossel     | Turdus pilaris                |                                                                             | [ 1 ]    |      |
| Wachtel              | Coturnix coturnix             |                                                                             | [ 1 ]    |      |
| Wachtelkönig         | Crex crex                     |                                                                             | [ 1 ]    |      |
| Waldbaumläufer       | Certhia familiaris            |                                                                             | [ 1 ]    |      |
| Waldkauz             | Strix aluco                   |                                                                             | [ 1 ]    |      |
| Waldlaubsänger       | Phylloscopus sibilatrix       |                                                                             | [ 1 ]    |      |
| Waldohreule          | Asio otus                     |                                                                             | [ 1 ]    |      |
| Waldschnepfe         | Scolopax rusticola            |                                                                             | [ 1 ]    |      |
| Wanderfalke          | Falco peregrinus              |                                                                             | [ 1 ]    |      |
| Wasseramsel          | Cinclus cinclus               |                                                                             | [ 1 ]    |      |
| Wasserralle          | Rallus aquaticus              |                                                                             | [ 1 ]    |      |
| Weidenmeise          | Parus montanus                |                                                                             | [ 1 ]    |      |
| Weißstorch           | Ciconia ciconia               |                                                                             | [ 1 ]    |      |
| Weißwangengans       | Branta leucopsis              |                                                                             | [ 1 ]    |      |
| Wendehals            | Jynx torquilla                |                                                                             | [ 1 ]    |      |
| Wespenbussard        | Pernis apivorus               |                                                                             | [ 1 ]    |      |
| Wiedehopf            | Upupa epops                   | Letzter Brutnachweis 1977.                                                  | [ 2 ]    |      |
| Wiesenpieper         | Anthus pratensis              |                                                                             | [ 1 ]    |      |
| Wiesenschafstelze    | Motacilla flava               |                                                                             | [ 1 ]    |      |
| Wiesenweihe          | Circus pygargus               |                                                                             | [ 1 ]    |      |
| Wintergoldhähnchen   | Regulus regulus               |                                                                             | [ 1 ]    |      |
| Zaunammer            | Emberiza cirlus               |                                                                             | [ 1 ]    |      |
| Zaunkönig            | Troglodytes troglodytes       |                                                                             | [ 1 ]    |      |
| Ziegenmelker         | Caprimulgus europaeus         |                                                                             | [ 1 ]    |      |
| Zilpzalp             | Phylloscopus collybita        |                                                                             | [ 1 ]    |      |
| Zippammer            | Emberiza cia                  |                                                                             | [ 1 ]    |      |
| Zwergdommel          | Ixobrychus minutus            |                                                                             | [ 1 ]    |      |
| Zwergohreule         | Otus scops                    |                                                                             | [ 1 ]    |      |
| Zwergtaucher         | Tachybaptus ruficollis        |                                                                             | [ 1 ]    |      |